# Rochechouart
Rochechouart är en kommun i departementet Haute-Vienne i regionen Nouvelle-Aquitaine i västra Frankrike. Kommunen ligger i kantonen Rochechouart som tillhör arrondissementet Rochechouart. År 2022 hade Rochechouart 3 637 invånare.

## Befolkningsutveckling
Antalet invånare i kommunen Rochechouart
| Referens: INSEE |